# Königliches Gymnasium zu Bromberg
Das Königliche Gymnasium zu Bromberg bestand von 1817 bis 1918  in der preußischen Provinz Posen.

## Vorgeschichte
1619 gründeten Jesuiten ein Collegium in der Stadt Bydgoszcz als eines der ersten in Polnisch-Preußen (außerdem gab es die in Danzig, Alt-Schottland und Thorn).
Dort wurden in den nächsten Jahrzehnten viele Schüler ausgebildet, vor allem in den traditionellen humanistischen Fächern wie Rhetorik. 
1772 wurde dieses Collegium aufgelöst, nachdem das Königreich Preußen das Gebiet übernommen hatten.  1773 wurde dort ein Gymnasium eingerichtet.
1807 wurde dieses nach der französischen Besetzung der Stadt in eine polnische höhere Schule umgewandelt.
1815 wurde diese  nach der erneuten Übernahme der Stadt durch Preußen in ähnlicher Form fortgeführt.

## Königliches Gymnasium

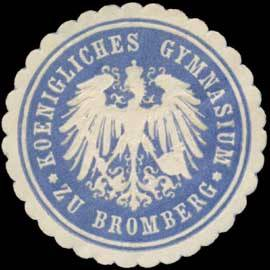
Siegelmarke des Königlichen Gymnasiums zu Bromberg

1817 wurde stattdessen ein Gymnasium gegründet. Für ärmere Schüler wurde eine Stiftung gebildet, die diese finanziell unterstützte. Dort wurden  sowohl klassische Fächer wie Grammatik und Deutsche Sprache, aber auch neuere Fächer wie Mathematik, außerdem Turnen, Gesang, Kunst und weitere unterrichtet. Spätestens seit 1853 hieß es Königliches Gymnasium zu Bromberg.   
1876 wurde ein neues größeres Gebäude mit einer repräsentativen Fassade errichtet. 1905 gab es einige  Umbauten.
Das Gymnasium bestand wahrscheinlich bis 1918. Danach wurde das Gebäude von der neuen polnischen Stadtverwaltung übernommen.
Deutsche Lehrer gründeten 1920 stattdessen das Deutsche Privatgymnasium in der Stadt, das eines beiden weiter bestehenden deutschsprachigen Gymnasien in der ehemaligen Provinz Posen neben dem Comenius-Gymnasium in Lissa blieb.  1935 wurde dieses aufgelöst.

## Weitere Nutzung
1920 wurde in dem Gebäude eine polnische Schule eingerichtet, die bis zur deutschen Besetzung der Stadt 1939 bestand.
1945 wurde der Schulbetrieb  wieder aufgenommen. Gegenwärtig (Stand 12. Oktober 2024) befindet sich dort das Liceum No. 1 im. Cypriana Norwida am Plac Wółności 1.